# Шпак-малюк філіпінський
Шпак-малю́к філіпінський (Aplonis panayensis) — вид горобцеподібних птахів родини шпакових (Sturnidae). Мешкає в Південно-Східній Азії. Виділяють низку підвидів.

## Опис
Довжина птаха становить 17-20 см. Виду не притаманний статевий диморфізм. У дорослих птахів забарвлення повністю чорне, з зеленими відблисками. Хвіст коричкий, з прямим кінцем. Дзьоб чорний, дещо вигнутий, лапи чорні, очі темно-червоні. У молодих птахів верхня частина тіла коричнева, нижня частина тіла світла, поцяткована коричневими смужками, очі жовтуваті або рожевуваті, з віком червоніють.

## Підвиди
Виділяють тринадцять підвидів:
- A. p. affinis (Blyth, 1846) — північно-східна Індія, Бангладеш, південно-західна М'янма;
- A. p. tytleri (Hume, 1873) — Андаманські і північні Нікобарські острови;
- A. p. albiris Abdulali, 1967 — центральні і південні Нікобарські острови;
- A. p. strigata (Horsfield, 1821) — Малайський півострів, Суматра, Ява і північний Калімантан;
- A. p. altirostris (Salvadori, 1887) — острови на північний захід від Суматри;
- A. p. pachistorhina (Oberholser, 1912) — острови на захід від Суматри;
- A. p. enganensis (Salvadori, 1892) — острів Енгано (на південний захід від Суматри);
- A. p. heterochlora (Oberholser, 1917) — острови Анамбас[en] і Натуна[en] (між Малаккою і Калімантаном);
- A. p. eustathis (Oberholser, 1926) — Калімантан (за виняком півночі);
- A. p. alipodis (Oberholser, 1926) — острови на схід від Калімантану;
- A. p. gusti Stresemann, 1913 — Балі;
- A. p. sanghirensis (Salvadori, 1876) — острови на північний схід від Сулавесі;
- A. p. panayensis (Scopoli, 1786) — Філіппіни і Сулавесі.

## Поширення і екологія
Філіпінські шпаки—малюки мешкають в Індії, Бангладеш, М'янмі, Таїланді, Малайзії, Індонезії, Брунеї, Сінгапурі, на Філіппінах та на півдні В'єтнаму і Камбоджі. Вид був інтродукований на Тайвань. Філіпінські шпаки-малюки живуть в тропічних і мангрових лісах, на полях і плантаціях, в парках і садах.

## Галерея

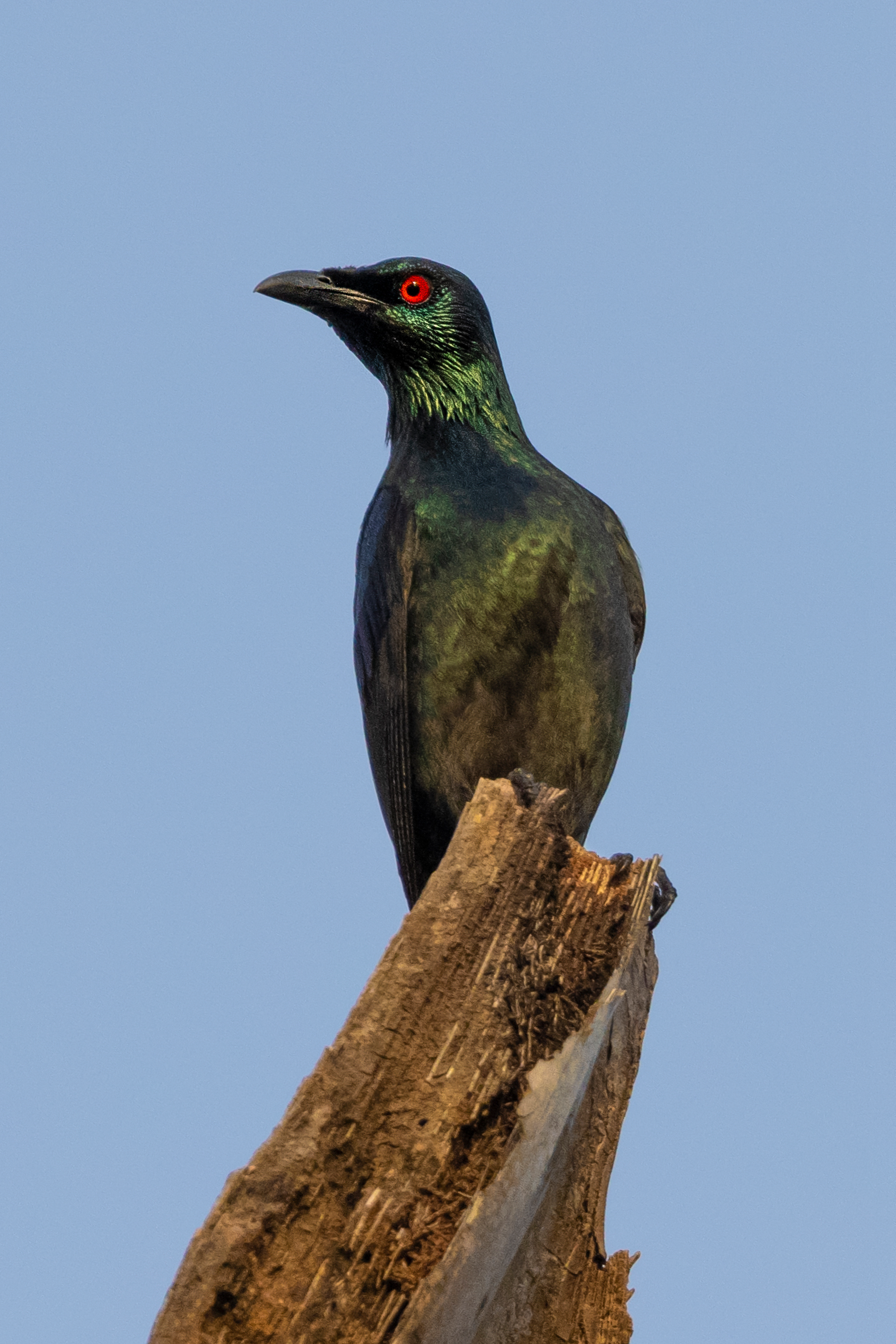
Дорослий птах
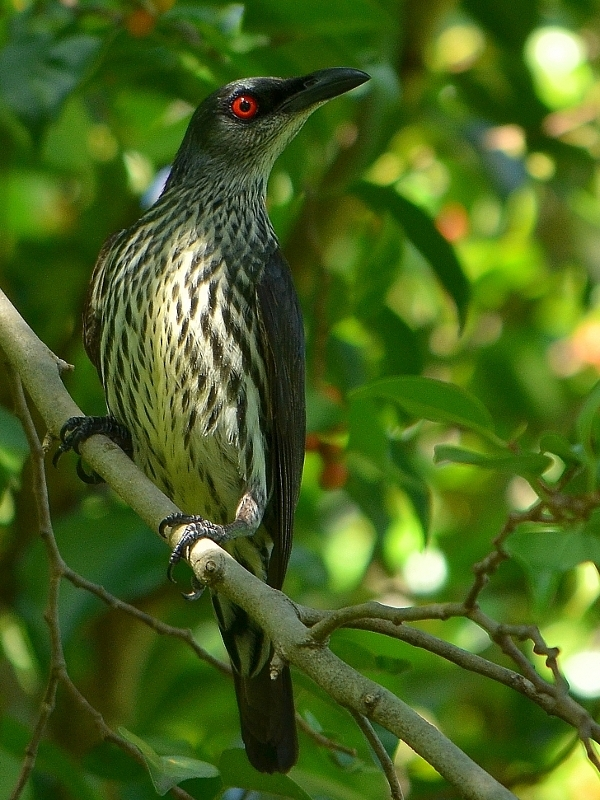
Молодий птах
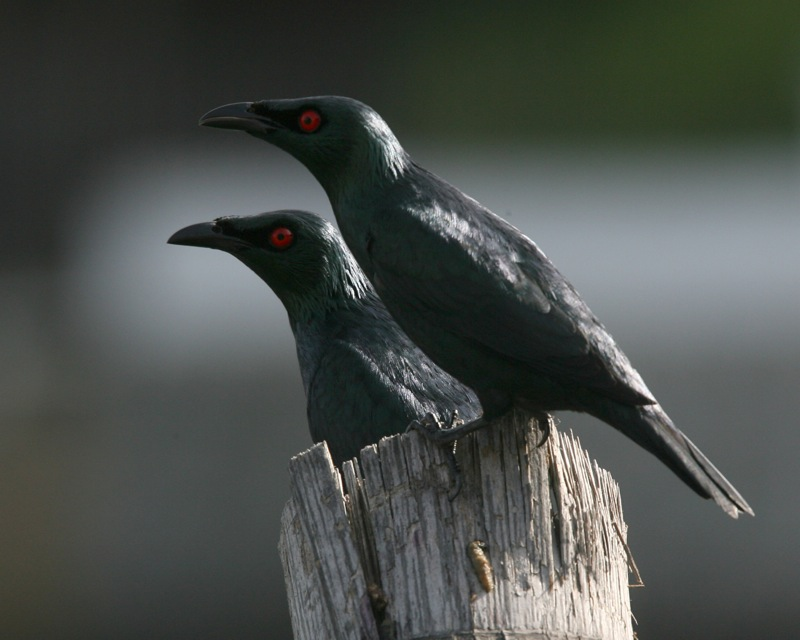
Пара філіпінських шпаків-малюків
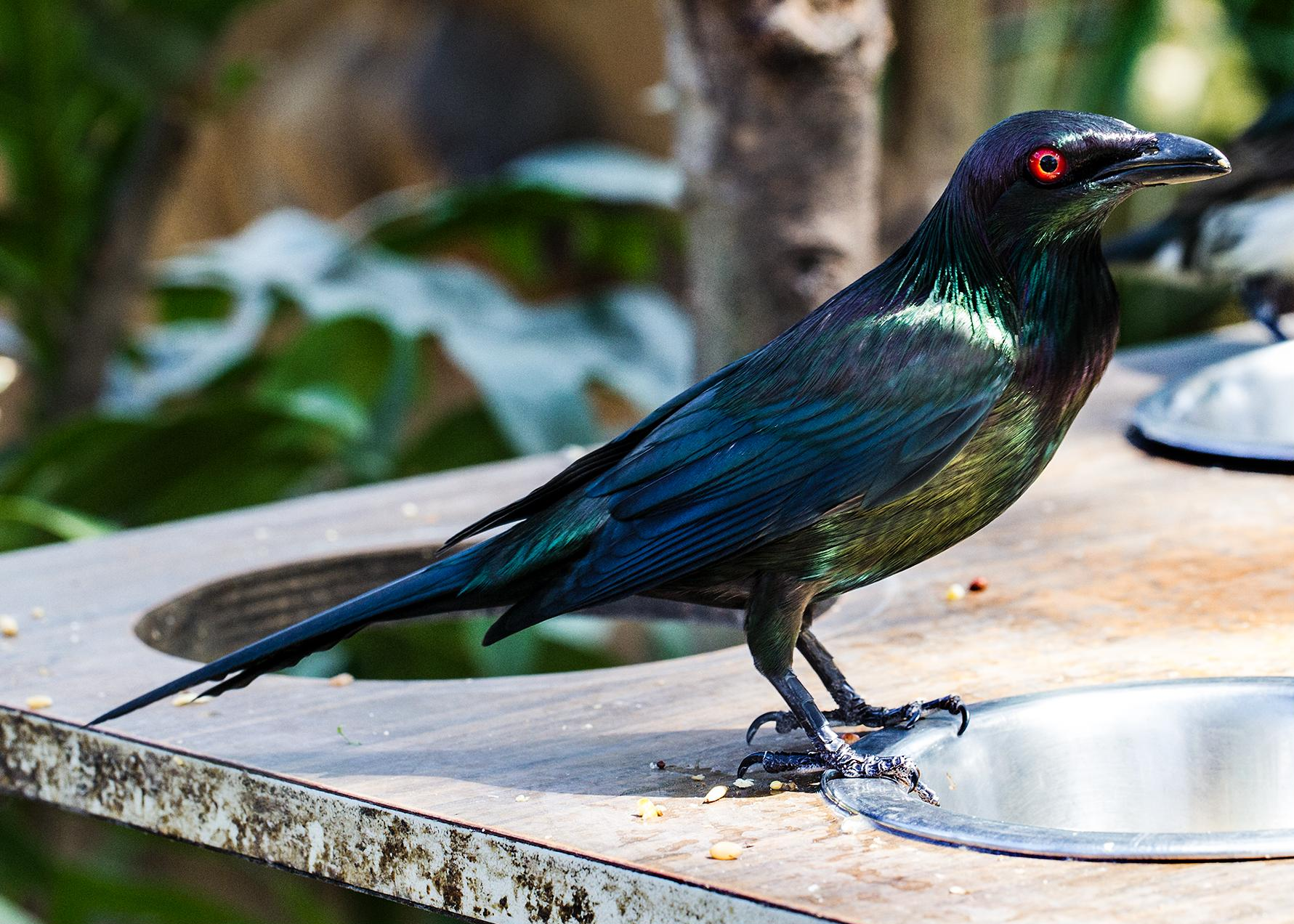
Філіпінський шпак-малюк